# Avize
Avize – miejscowość i gmina we Francji, w regionie Grand Est, w departamencie Marna.
Według danych na rok 1990 gminę zamieszkiwało 1680 osób, a gęstość zaludnienia wynosiła 220 osób/km².